# 貝勒姆奈特角
70°40′S 68°32′W / 70.667°S 68.533°W
貝勒姆奈特角（英語：Belemnite Point）是南極洲的海岬，位於亞歷山大一世島東岸，處於拉米納山和阿布萊申角之間，在1935年11月23日由美國探隊家拍攝空中照片。